# Nečinný (procesor)
Nečinný (anglicky idle) je v informatice označení pro stav procesoru, který není využíván žádným počítačovým programem. Každý program nebo proces, který je vykonáván počítačem, spotřebovává čas procesoru. Pokud je všechna potřebná činnost procesorem vykonána, je procesor nečinný (idle).
Moderní procesory využívají nečinného stavu pro úsporu energie. Běžně se používá snížení taktu vnitřních hodin, snížení napájecího napětí procesoru a uspání některých (nečinných) částí procesoru. Některé procesory mají speciální instrukci halt, která zastaví činnost procesoru až do příchodu přerušení. Na procesorech rodiny x86 je to instrukce HLT. V takovém případě je instrukce HLT prováděna ve smyčce a může uspořit mnoho energie.
Některé operační systémy, jako například systémy Windows NT, zobrazují idle čas procesoru jako idle task (nečinné procesy systému), který je zařazen plánovačem procesů, když počítač nemá co dělat. Takový proces může být napevno zakódován do plánovače nebo to může být speciální proces běžící s nejnižší možnou prioritou. Výhodou posledního řešení je, že je takový proces v přehledu zobrazován společně s dalšími procesy.
Některé procesy jsou navrženy tak, že spotřebovávají nečinný čas procesoru a nekonkurují tak běžným procesům. Takovému procesu je přidělen procesor až v okamžiku, kdy by byl spuštěn idle_task. V takovém případě může být sice systém vytížen na 100 %, ale jakmile se vyskytne v systému běžná úloha, která potřebuje běžet, je proces určený pro běh v nečinném stavu procesoru pozastaven. V moderních procesorech je i v takovém případě, kdy počítač plně vytěžuje proces běžící v nečinném době, možné snížit spotřebu a snížit tak spotřebu energie za cenu pomalejšího běhu úlohy běžící v době nečinnosti procesoru.